# Players Championship Grand Final
Players Championship Grand Final je profesionální bodovaný turnaj ve snookeru. Je každoročním završením událostí Players Tour Championship. Úřadujícím šampiónem je Joe Perry.

## Historie
Players Tour Championship Grand Finals se poprvé konal v Dublinu v roce 2011. Účastnilo se ho nejlepších 24 hráčů ze žebříčku Order of Merit, kteří se museli účastnit alespoň šesti událostí Players Tour Championship ve Velké Británii a v Evropě.
Následující dva roky turnaj zůstal v Irsku, ale Dublin byl vystřídán Galway.
V roce 2013 počet hráčů, kteří mohli vstoupit do této události, vzrost na 32 (25 hráčů bylo z UK/European Order of Merit, čtyři z Asian Order of Merit a tří vítězové z událostí APTC v Asii). Hráči, aby se mohli kvalifikovat pro Grand Final, museli odehrát pět událostí PTC (tři v Evropě a dvě v UK).
V roce 2014 byl turnaj přejmenován na Players Championship Grand Final a přestěhoval se do Prestonu v Anglii. Původně bylo plánováno, že se turnaj uskuteční v Bangkoku, ale kvůli politickým nepokojům v Thajsku rozhodla World Professional Billiards and Snooker Association, že se turnaj přestěhuje do Velké Británie. V tomto roce byla také změněna kvalifikační kritéria, kdy 24 hráčů bylo z European Tour Order of Merit a 8 hráčů z Asian Tour Order of Merit.
V roce 2015 se turnaj již v Thajsku uskutečnil při stejném počtu 32 hráčů z Order of Merit.
První ročník vyhrál Shaun Murphy, který ve finále porazil Martina Goulda 4-0. V roce 2012 získal titul Stephen Lee, který vyhrál nad Neilem Robertsonem 4-0. O rok později byl v Irsku úspěšný Ding Junhui, když porazil ve finále Neila Robertsona 4-3. Dingovi se ve čtvrtfinálovém zápase proti Marku Allenovi podařila pátá 147 v jeho profesionální kariéře. V roce 2014 Barry Hawkins zvítězil nad Gerardem Greeneem 4-0. V roce 2015 se stal vítězem Joe Perry, který porazil Marka Williamse 4-3.

## Vítězové
| Rok  | Vítěz         | Poražený       | Výsledek | Místo konání | Sezóna  |
| ---- | ------------- | -------------- | -------- | ------------ | ------- |
| 2011 | Shaun Murphy  | Martin Gould   | 4–0      | Dublin       | 2010/11 |
| 2012 | Stephen Lee   | Neil Robertson | 4–0      | Galway       | 2011/12 |
| 2013 | Ding Junhui   | Neil Robertson | 4–3      | Galway       | 2012/13 |
| 2014 | Barry Hawkins | Gerard Greene  | 4–0      | Preston      | 2013/14 |
| 2015 | Joe Perry     | Mark Williams  | 4–3      | Bangkok      | 2014/15 |